# Stoye-Fahrzeugbau-Leipzig
Der Stoye-Fahrzeugbau-Leipzig war ein deutscher Hersteller von Seitenwagen.

## Geschichte

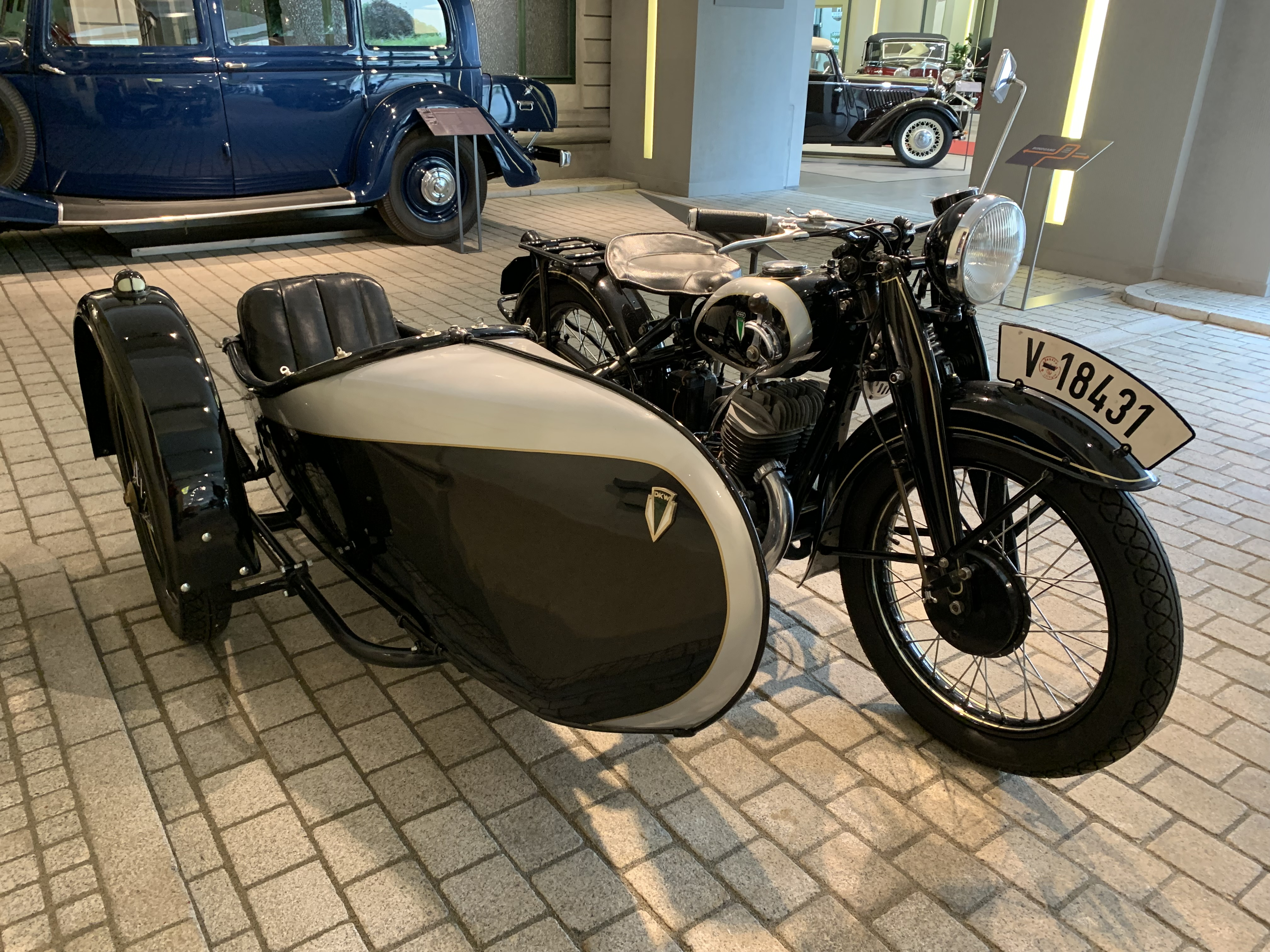
DKW SB 500 mit Stoye-Beiwagen (Baujahr 1934)

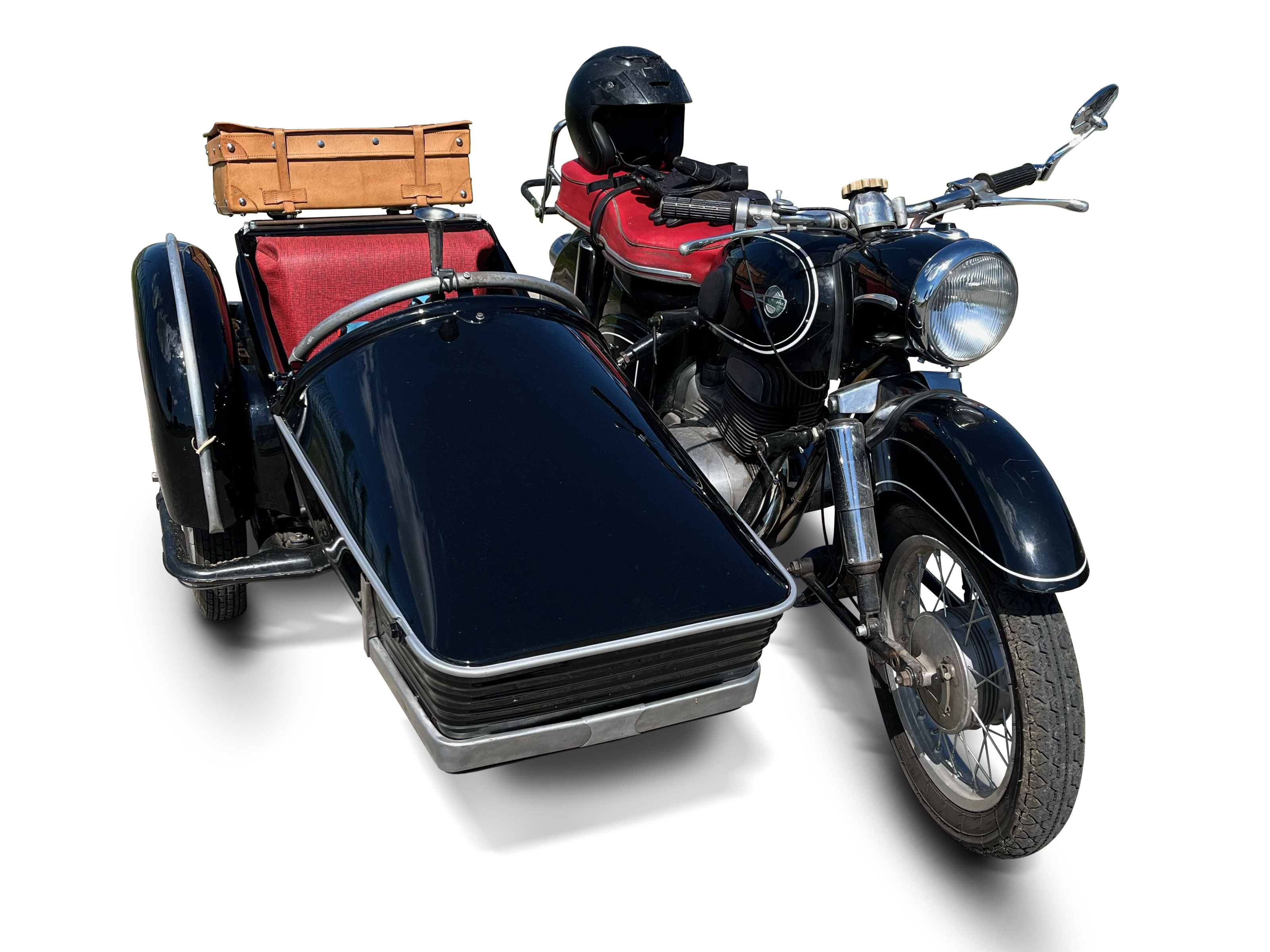
MZ ES 300 mit Stoye-Seitenwagen Superelastik

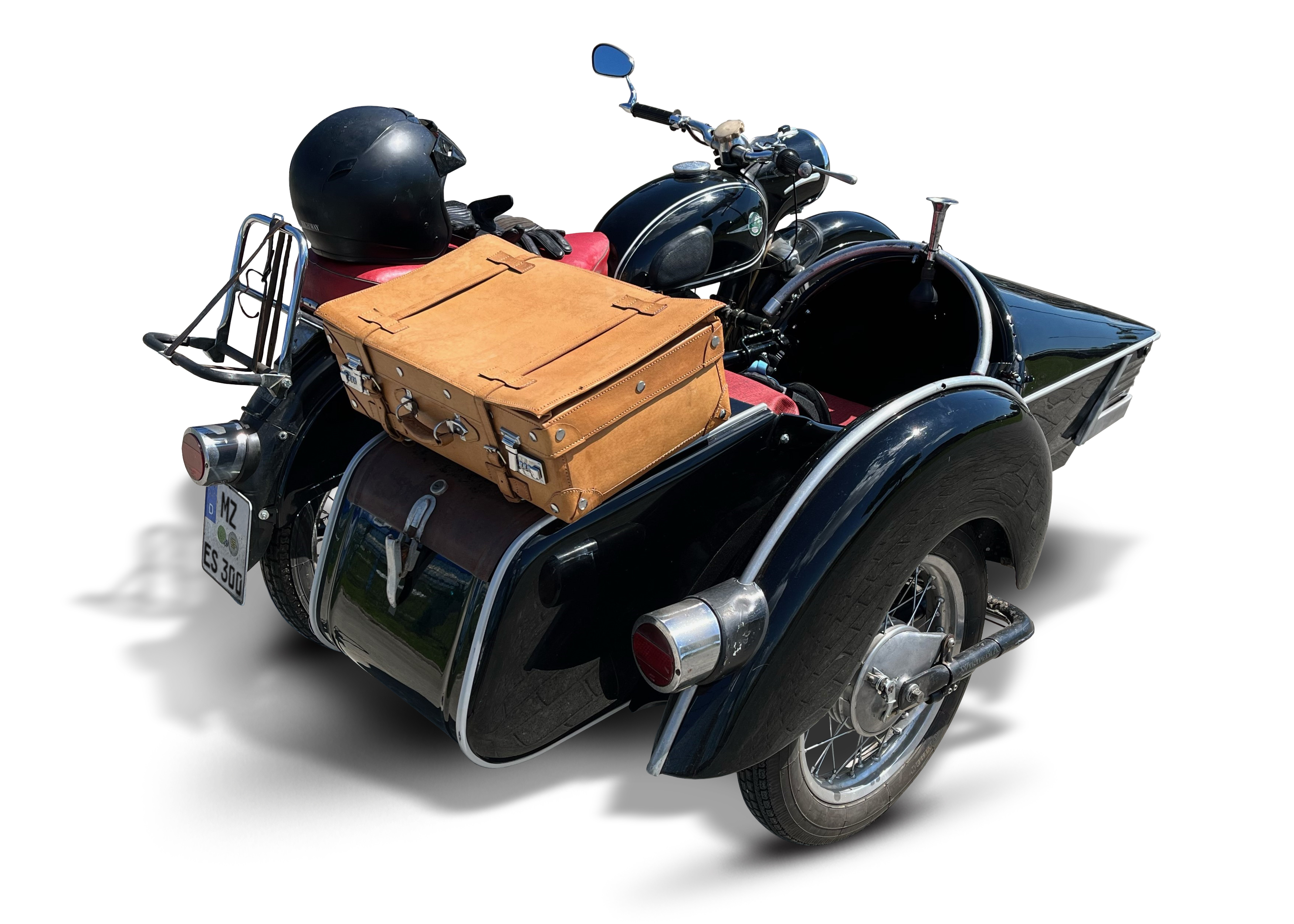
Rückansicht des Seitenwagens

Der Betrieb wurde Anfang der 1920er Jahre von Walter Stoye und Johannes Mittenzwei gegründet. Seitenwagen wurden zunächst auf Kundenwunsch und ab 1925 in Serie gefertigt. Mehrere Patente und Rennerfolge sicherten die Marktposition. In den 1930er Jahren erlangte Stoye neben Steib einen bedeutenden Marktanteil in Deutschland. Aber auch nach Frankreich, den Beneluxstaaten und England wurde exportiert. Lizenzen wurden an Precision/Frankreich sowie ČZ vergeben.
Für die Wehrmacht wurden Modelle mit angetriebenem Seitenwagenrad für die Motorräder Zündapp KS 750 und BMW R 75 sowie verschiedene kleinere Spezialanhänger entwickelt. Nach dem Krieg lagen die Stoye-Werke in der DDR. Ab 1949 wurde die Fertigung wieder aufgenommen. Zunächst baute man Seitenwagen für AWO, später Simson, MZ und EMW. 1958 ging ein moderner Seitenwagen mit Schwingachse und Kofferraum für die Simson-Motorräder in Serie.
Die Serienfertigung des fortschrittlichen Typs Superelastik begann Ende 1962 kurz nach Erscheinen der MZ ES 300. Für 1964 wurde ein Jahresausstoß von 5000 Stück vorgesehen. 1964 wurde zudem ein Lastenseitenwagen vorgestellt, der auf dem Stoye-Fahrgestell aufbaute und in der Folge ebenfalls zum Straßenbild der DDR zählte. 1965 erhielt der Superelastik-Seitenwagen das Gütezeichen Q; zu dieser Zeit betrug die Jahresproduktion 6500 Stück. Als Zubehör gab es Seitenscheiben und ein Wetterschutzverdeck.
1961 wurde der Stoye-Fahrzeugbau-Leipzig teilverstaatlicht und es wurde nur noch für MZ gefertigt. 1972 folgte die vollständige Verstaatlichung und die Umbenennung in Stoye-Fahrzeugbau, MZ-Werk vier. Damit sollte auch die Produktion der Seitenwagen enden. Erst nach Kundenwünschen aus dem Ausland und wegen des anhaltend hohen heimischen Bedarfs stellte Stoye 1975 wieder Seitenwagen vom Typ Superelastik her. Die Produktion dieses Typs wurde in abgeänderter Form bis zum Ende der DDR 1989 fortgeführt.
Stoye war in der Blütezeit des Seitenwagengespannes in der DDR, Anfang der 1960er Jahre, international den meisten Seitenwagenherstellern überlegen. Ein universelles Anschlusssystem, federbeinabgestützte Schwinge, Fahrwerkstabilisator und hydraulische Seitenwagenbremse, die bei Stoye – ab 1962 – serienmäßig eingebaut wurden, sind selbst heute nicht immer Standard. Die KFT bezeichnete den Stoye-Seitenwagen im Jahr 1971 als das einzige Produkt der DDR, das mit der fortschreitenden Kraftfahrzeugtechnik Schritt gehalten habe.
1990 wurde der Betrieb von MZ getrennt und dann abgewickelt. Auf dem Betriebsgelände in Gohlis (Leipzig) wurde ein Autohaus errichtet. Die Räumlichkeiten, in denen Stoye produzierte, blieben teilweise erhalten. Nach einem Eigentümerwechsel des Grundstücks 2010 konnten einige Seitenwagen-Enthusiasten in einigen Räumen eine kleine Werkstatt einrichten und zeigten in den Tagen der Industriekultur 2015 viele Exponate von Stoye. Anschließend war die Ausstellung für die Öffentlichkeit in den Räumen des Autohauses bis zu dessen Umgestaltung zu sehen. Nach erneutem Wechsel der Eigentumsverhältnisse mussten sowohl die Ausstellung als auch die Werkstatt geräumt werden. Stoye war (nach Watsonian-Squire aus Großbritannien) der am zweitlängsten produzierende Hersteller für Seitenwagen.

## Das Stoye-MZ-Gespann
Die Fahrgestelle der MZ ES 250 und der Stoye-Seitenwagen wurden gemeinsam entwickelt und dabei aufeinander abgestimmt, sodass ein Gespann aus einem Guss entstand. Und auch als sich Pkw in der DDR zunehmend verbreiteten, blieb es bei einem Freundeskreis der Gespannfahrer, der sich neben dem Reiz an den besonderen Fahreigenschaften dieses unsymmetrischen Fahrzeugs auch aus der Ausgereiftheit der Konstruktion des Stoye-MZ-Gepanns ergab. Zu den wenigen Problemen dieses Fahrzeugs zählte die mitunter auftretende Abgasbelästigung im Seitenwagen bei aufgestellter Windschutzscheibe, Abhilfe ließ sich mit einem Aufsatz auf das Endstück des Auspuffs schaffen, der die Abgase weiter links austreten ließ. Dafür gab es jedoch nur Bauanleitungen, es war im Zubehörhandel nicht erhältlich. Die Bremsanlage der MZ ES 250 war für Seitenwagenbetrieb zwar ausreichend, hatte aber nur begrenzte Reserven. Für ein gutes Fahrerlebnis ohne ausgeprägtes Nach-rechts-Ziehen war eine passende Einstellung von Vorspur (30–40 mm) und Sturz des Motorrads (3 mm am Hinterrad gemessen) wichtig. Um dem erhöhten Reifenabrieb am angetriebenen Rad des Gespanns entgegenzuwirken, wurde in der DDR ein spezieller Reifen (Profil K 29) angeboten, der die Laufleistung von 5000–6000 auf 8000–12 000 km heraufsetzte. Auch die Sekundärkette war erhöhter Beanspruchung ausgesetzt und musste entsprechend öfter auf ausgebrochene Rollen hin kontrolliert werden. Der Kraftstoffverbrauch betrug 6,5 bis 7,5 l/100 km.